# Michigan Central Station
Michigan Central Station (ook Central Michigan Depot of MCS) is een monumentaal treinstation in de stad Detroit.
Het centraal station van de stad werd gebouwd tussen 1910 en 1913 in beaux-artsstijl naar plannen van Warren and Wetmore in associatie met Reed and Stem. Ten tijde van de bouwperiode was het het hoogste treinstation van de wereld. Het gebouw deed dienst als station van zijn opening in 1913 tot 1988. Sindsdien zijn er veel plannen geweest om het weer op te knappen, maar het werd steeds uitgesteld. Het gebouw raakte daardoor decennialang verder in verval. Nadat Ford het pand kocht is de totale renovatie echter echt van start gegaan. Er komt onder andere een luxe hotel in. Het gebouw maakt deel uit van de toekomstige Ford-campus. Daartoe worden gebouwen gerenoveerd en komt er nieuwbouw.  De heropening was gepland in 2023, 110 jaar na de opening. Door vertragingen heropende het station pas op 6 juni 2024. Het gebouw is sinds 16 april 1975 opgenomen in het National Register of Historic Places.
Het gebouw was een aantal malen het decor in langspeelfilms, waaronder 8 Mile uit 2002, Four Brothers uit 2004, The Island uit 2005 en Transformers uit 2007. Ook in de derde documentaire van Godfrey Reggio (Koyaanisqatsi), "Naqoyqatsi" uit 2002, kwam het gebouw uitgebreid aan bod.